# 甘美蘭
甘美朗（Gamelan）是印度尼西亞歷史最悠久的一種民族音樂，又以峇里島及爪哇島的甘美朗合奏最為著名。主要的樂器有鋼片琴類、木琴類、鼓、鑼、竹笛、撥弦及拉弦樂器，有些曲目亦可以加上演唱者。甘美朗是整隊組合的名稱，「甘美」（gamel）在爪哇語解作敲擊，而字尾「朗」（-an）用來標示名詞，合起來即敲擊樂的意思。甘美朗除了成為印尼的宮廷和宗教音樂，也對二十世紀的西方音樂影響很大。

## 歷史

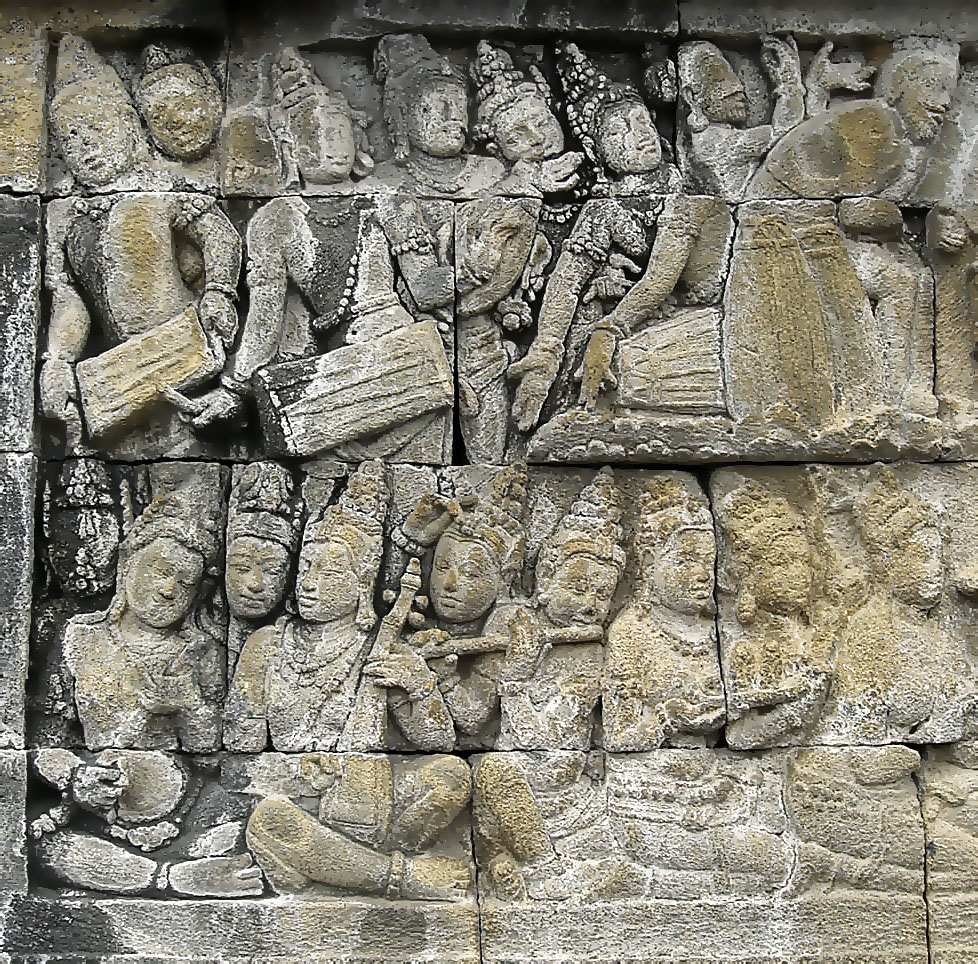
婆羅浮屠的一座浮雕，刻劃出演奏音樂的形態

在印度的文化傳來之前，印尼已經有自己獨特的藝術形式出現。甘美蘭除了演唱的方式受到印度音樂影響以外，自成一格，而甘美蘭的樂器在满者伯夷朝代（若公元十四至十五世紀）發展成今天的規模。
根據爪哇的神話，甘美蘭是由天神山陽古魯（Sang Hyang Guru）在若公元230年發明的，山陽古魯據說在拉伍山上有一個宮殿，統治爪哇的所有其它神祇。山陽古魯希望以聲音傳達訊息給其它的天神，因而發明了鑼（gong）；而為了表達更複雜的信號，他再發明了另外兩個鑼，而成為了甘美蘭。
在公元八世紀爪哇中部的婆羅浮屠神殿，出現了最早的關於音樂演奏的浮雕，浮雕上出現了各種的鑼、鼓、竹笛、碰鈴、撥弦及拉弦樂器，但未出現鋼片琴及木片琴的圖像，展現了印尼最早的演奏形式。
在十二世紀爪哇的宮廷裹出現了兩種甘美蘭合奏，蒙剛（Munggang）以及科多哥力（Kodokngorek）甘美蘭，成為「響亮風格」的基礎。而另一種以吟唱詩歌的克瑪納（Kemanak）傳統，則成為「柔和風格」的基礎，逐漸演變成為貝達雅（Bedhaya）舞蹈的音樂風格。而在十七世紀，兩種風格互相影響，逐漸發展成今天峇里、爪哇及巽他的甘美蘭合奏。印尼各島嶼的甘美蘭風格各有特色，但它們在樂理、樂器以及演奏技法有共通之處。

## 種類

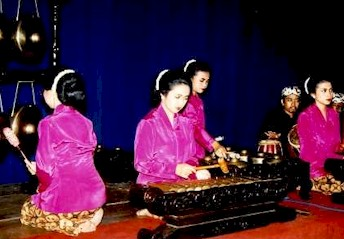
巽他的地貢甘美蘭（Gamelan Degung）

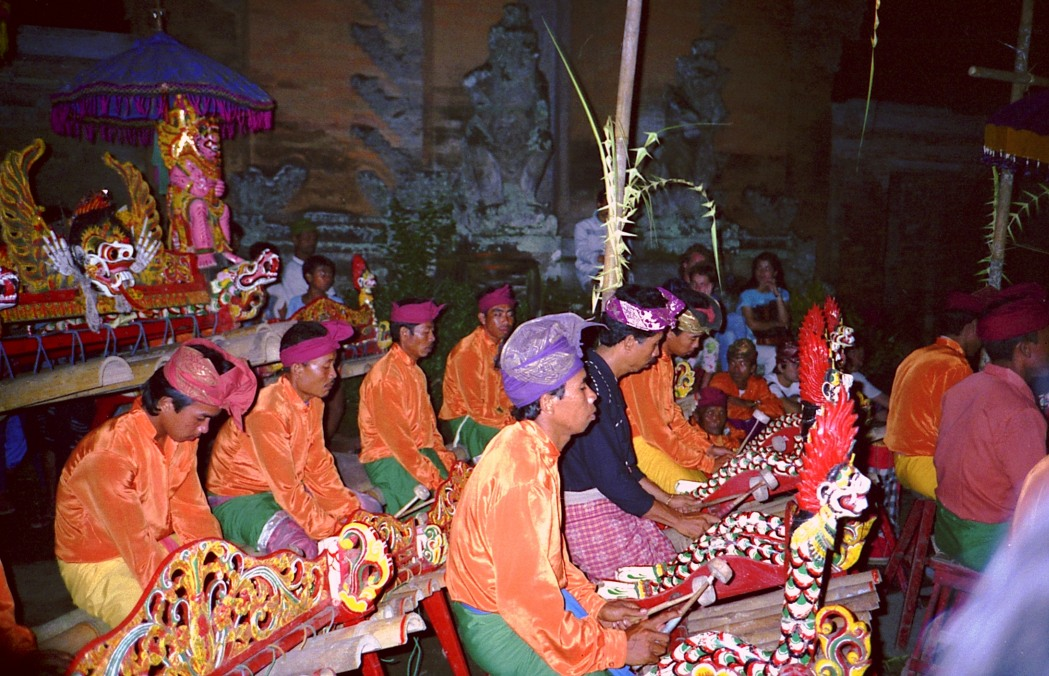
峇里的這角甘美蘭（Gamelan jegog），全部樂器都是以竹製造

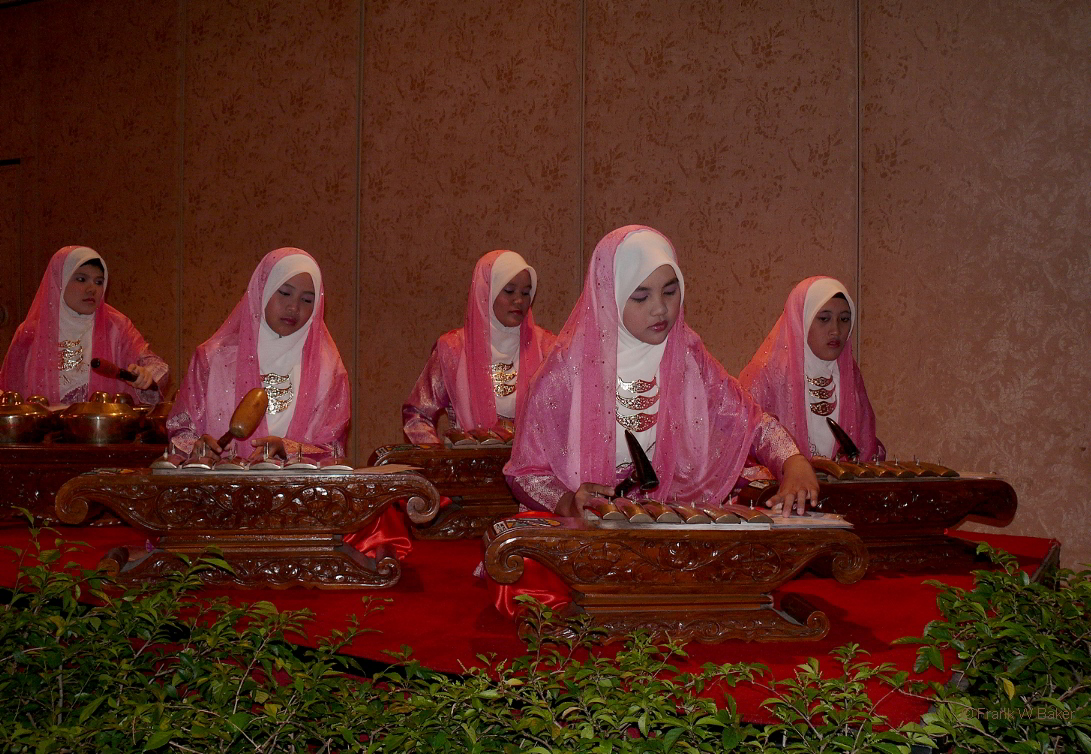
在馬來西亞吉隆坡也有人演奏爪哇甘美蘭

幾乎沒有兩個甘美蘭樂隊是完全相同的，它們的分別在於樂器、人聲的運用、音階、演格風格的不同以及演奏環境和文化的差異。
以地理上來分類，最為人所知的是爪哇甘美蘭、峇里甘美蘭和巽他甘美蘭。巽他（爪哇島西部的一個部族）最著名的是地貢甘美蘭（Gamelan Degung），運用皮洛音階（pelog scale）。峇里島的剛克伯牙甘美蘭（Gamelan gong kebyar），以炫技的風格和常變的速度著名；而另一種甘美蘭與克格（Gamelan and kecak），又稱為猴子歌（monkey chant）。爪哇島的甘美蘭主要是十九世紀的宮廷音樂，比起峇里島的甘美蘭通常較緩慢和靜態，每個宮廷有自己的音樂特色。
除了印尼各島嶼，甘美蘭亦影響到附近的國家。馬來西亞亦有甘美蘭，但樂器的種類通常較為簡單，而音階上則受到西方影響而用Bb或C作為調音的基礎。有部份爪哇人在荷蘭殖民時期移居到南美洲蘇利南打工，他們亦把爪哇甘美蘭的傳統帶到蘇利南。而菲律賓的排式座鑼（Kulintang，又譯作庫林堂）亦和甘美蘭相關。今天歐美以及世界各地都有不少人學習和演奏甘美蘭，更有不少現代作曲家為甘美蘭創作音樂。

## 文化背景
在印尼甘美蘭常常在宗教儀式和各種慶典應用，也常常用來伴奏舞蹈和皮影戲（wayang）。甘美蘭的演奏者同時要對詩歌以及舞蹈熟悉，而舞者以及皮影戲的匠人（dalang）也會非常瞭解甘美蘭的音樂，以便一起演奏。單純的甘美蘭表演（klenengan）又或者在電台上播放也很常見，但卻較少會像西方那樣在音樂廳裏演出。
在印尼幾乎在每個正式的慶典都會有甘美蘭。例如如皇室蘇丹（Sultan of Yogyakarta)的巡遊慶典。有些甘美蘭樂隊只會在獨特的節日應用，如Gamelan Sekaten通常只會在穆罕默德誕辰（Mawlid an-Nabi）演奏。
在峇里天主教教堂的典禮上也會演奏甘美蘭。一些甘美蘭用來作為進場曲和散場曲（例如樂曲Udan Mas），有部份樂曲亦被視為神聖的，能夠趕走邪靈。

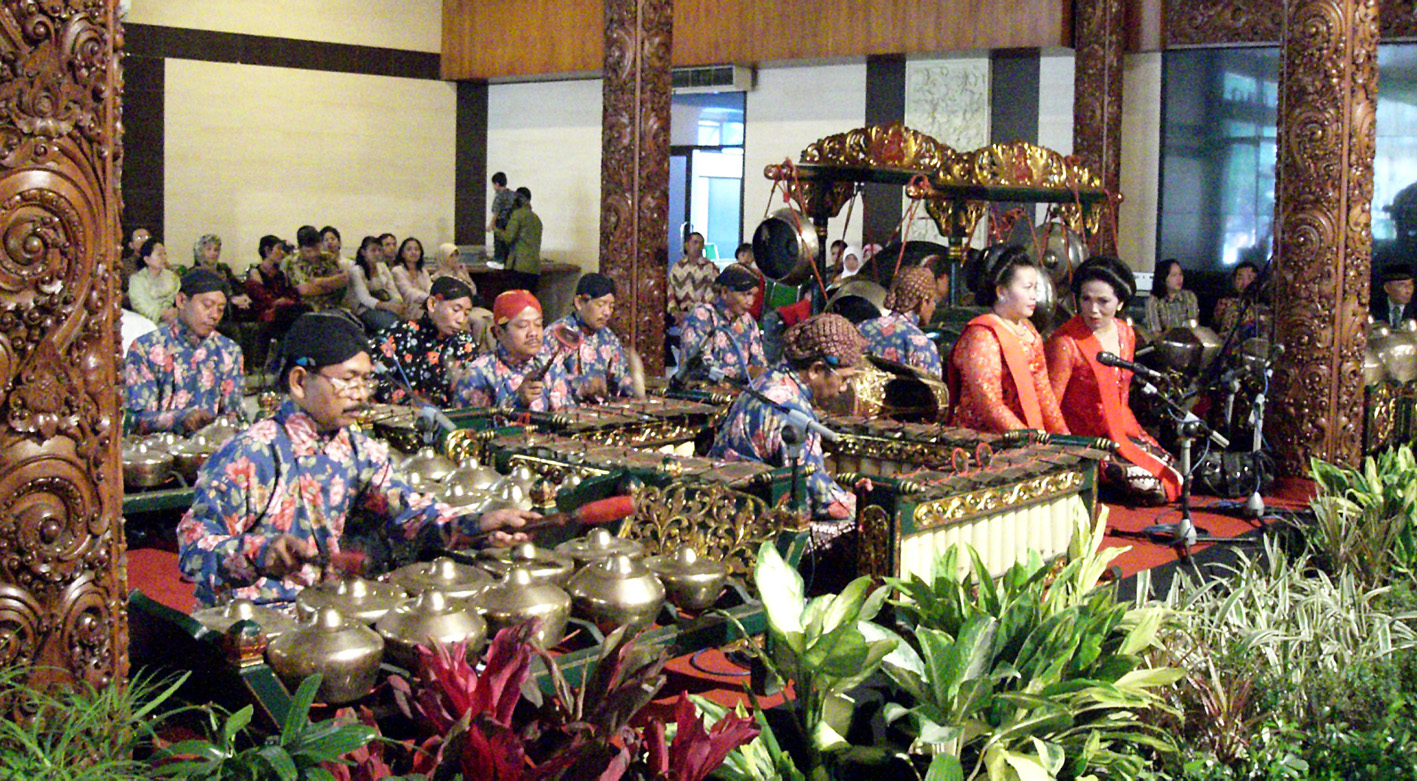
在雅加達Sasono Utomo的傳統爪哇式婚禮上，兩位女演唱者（sindhen）正在演唱甘美蘭音樂

在雅加達，甘美蘭經常在電台廣播，除了平時邀請專業的甘美蘭樂隊演奏音樂和說唱形式的戲劇，每逢Minggu Pon的日子（爪哇日曆裏每35日一個循環）都一定會播放甘美蘭。
在爪哇的宮廷傳統，甘美蘭通常在一個涼亭（pendopo）演奏。因為是戶外的環境，為了令樂器的聲音能夠傳播得達，樂器會安放在一個空心的平台上，以加強音響的共鳴。
在峇里，甘美蘭的樂器通常都存放在一個社區的會堂（balai banjar），因為當地人認為所有樂器屬於整個群體，而不是各自擁有的樂器。會堂的牆壁有透風的空隙，令樂隊（sekaha）練習和演奏時，整個社區都可以欣賞到。
甘美蘭樂隊（sekaha）通常由一位師傅帶領，他負責撰寫樂曲以及教導其它樂師演奏，通常甘美蘭樂曲只是一個基本的草稿，再由成員演奏時加入即興的元素。樂曲通常並非不變的作品，樂師習慣從已有的樂曲上不斷加上新意，除了一些神聖的歌曲是固定的，其它樂曲通常經過長年累月才逐漸定型。男性和女性通常不會在同一個樂隊中演奏，除了女演唱者（Pesindhen）會和男性的演奏者一起演出。
現在不少歐美國家亦有甘美蘭樂隊，但常常會在音樂廳演奏，雖然偶然也會加上舞蹈和皮影戲。

## 樂器
甘美蘭音樂是種多音色合奏音樂，組成樂器包括有鐵琴、木琴、竹笛(suling)，鑼、人聲、撥絃樂及拉絃樂等。叫做「kendhang」的手敲鼓控制音樂的節拍與節奏，及曲目之間的銜接，而與此同時，一種樂器提供主旋律音軌來表現一部分的章節。下圖列出來部分今日在中爪哇島使用的甘美蘭樂器：

樂器
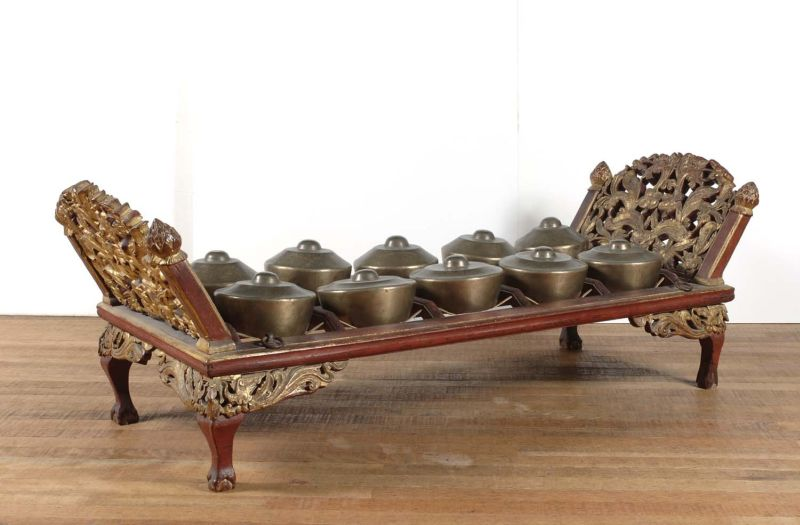
排鑼
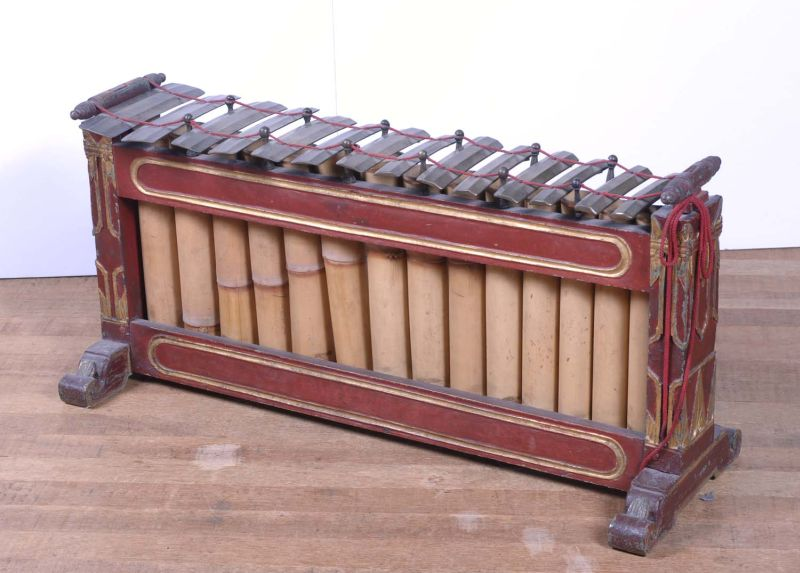
Gendèr
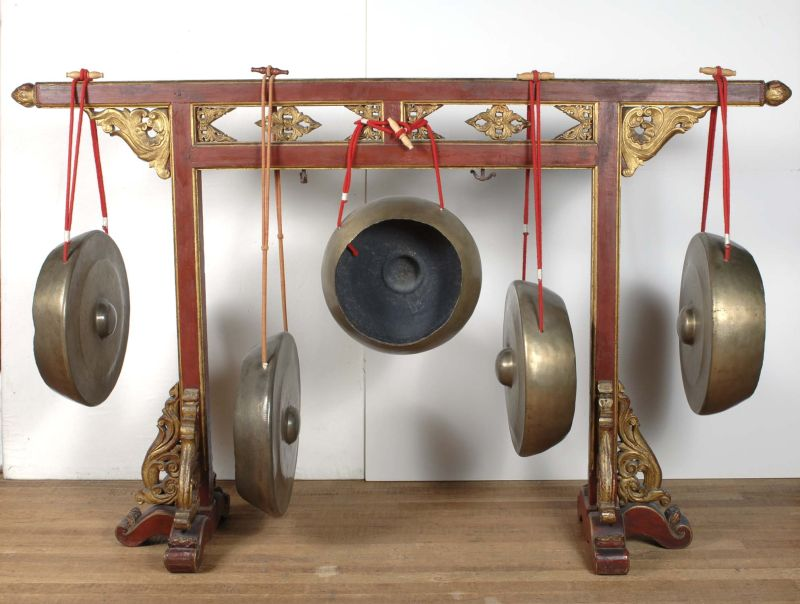
鑼
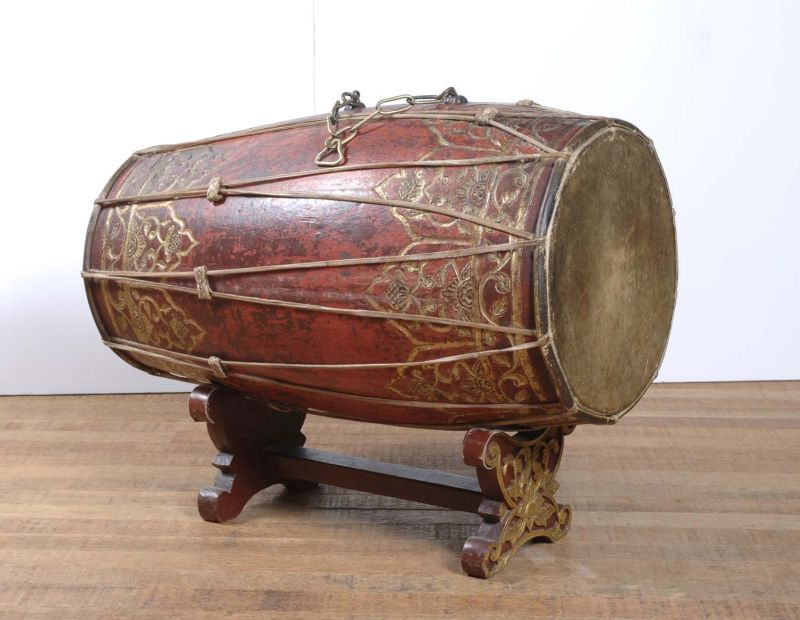
雙面長鼓
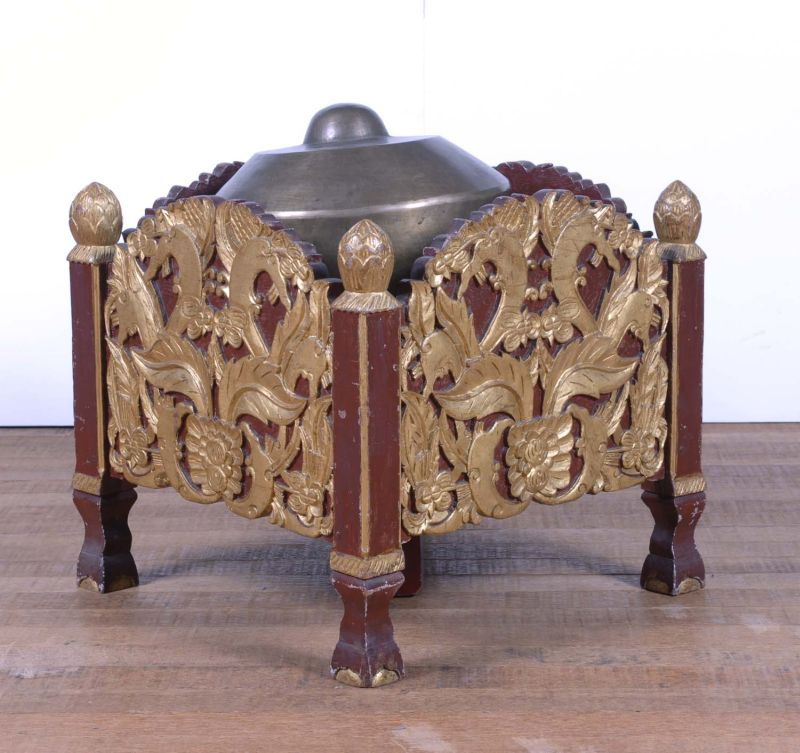
Kenong/Kethuk
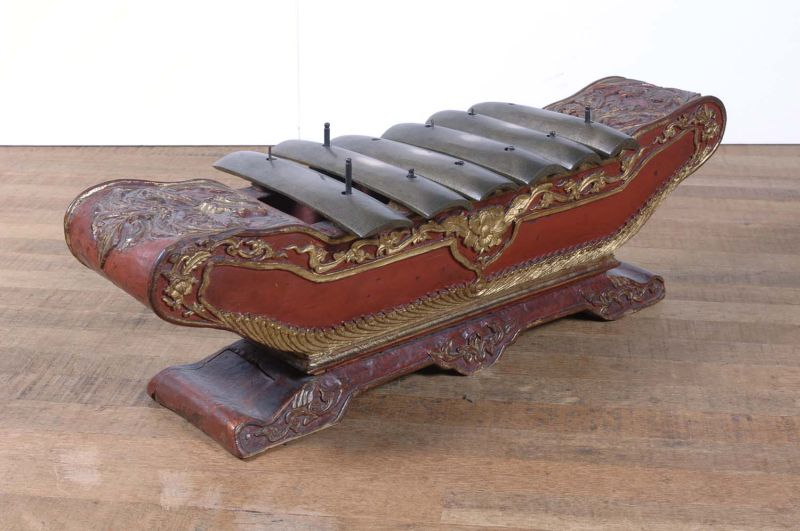
小銅片琴
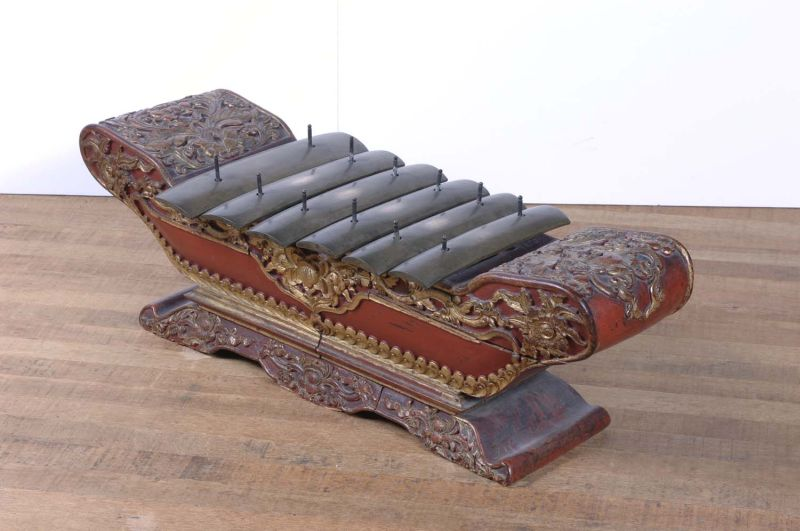
銅片琴
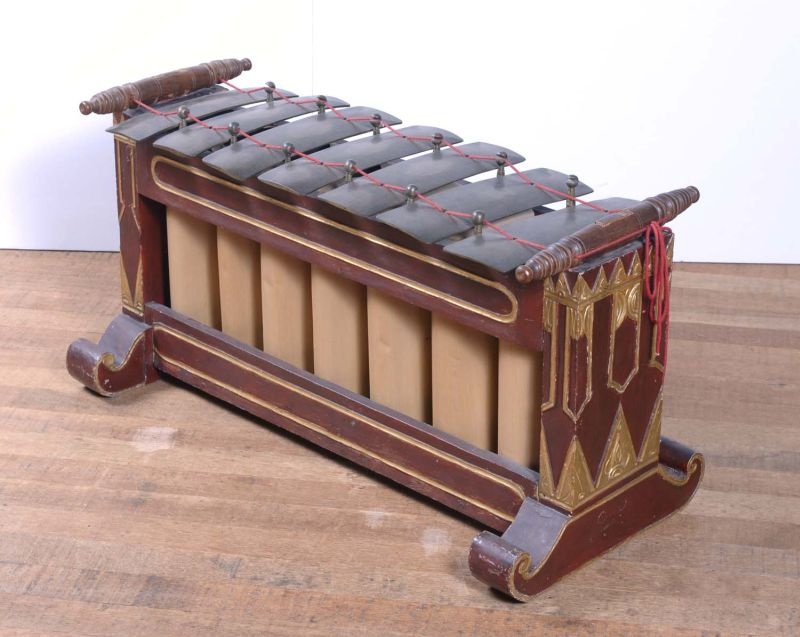
銅排琴

## 音階

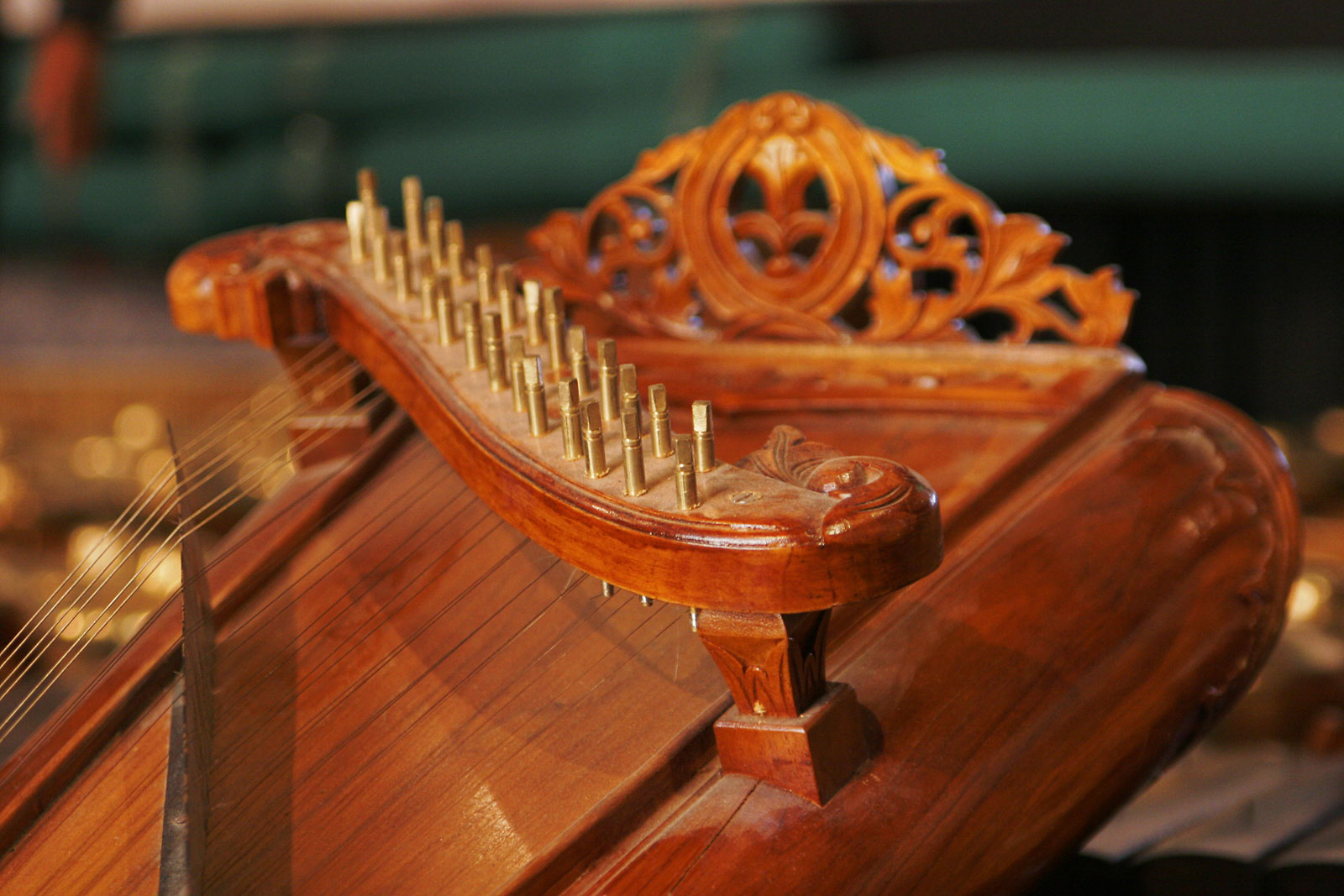
Celempung一種甘美蘭撥弦樂器

爪哇甘美蘭以兩種音階Slendro（五聲音階）和Pelog（七聲音階）最常見，除此之外亦有degung、madenda（又稱作diatonis，因為和西方的自然小調音階類似）。Sléndro和中國的五聲音階近似，接近純律，類似西方的do re mi so la。Pélog則有七個音，音與音之間的距離並不相等，和西方的音階很不同，因此聲音很獨特。演奏時並不一定用盡七個音，很多時在同一段樂曲裏只會選擇其中五個音。
每一隊的甘美蘭樂隊的音準亦略有不同，但同一隊樂隊之中每件樂器都依隨同一套音準的標準。因此，不同甘美蘭樂隊的樂器不能混合使用。作曲家及民族音樂學者科林·麥克菲察覺到這個現象，並認為音階的分別是導致印尼出現許多種類的甘美蘭的原因。但亦有人持相反看法，因為印尼亦有一種甘美蘭稱為Gamelan Manikasanti，能夠演奏多種音階，以方便在節慶中以一隊樂隊演奏來自不同風格的樂曲。
峇里甘美蘭樂器最大的特色是樂師會同時演奏兩組音，兩組之間的音準略有差異，而形成物理上的拍頻，聲音帶有一點震抖，而帶來閃爍的音色，在宗教音樂裏亦加強了冥想的感覺。

## 記譜

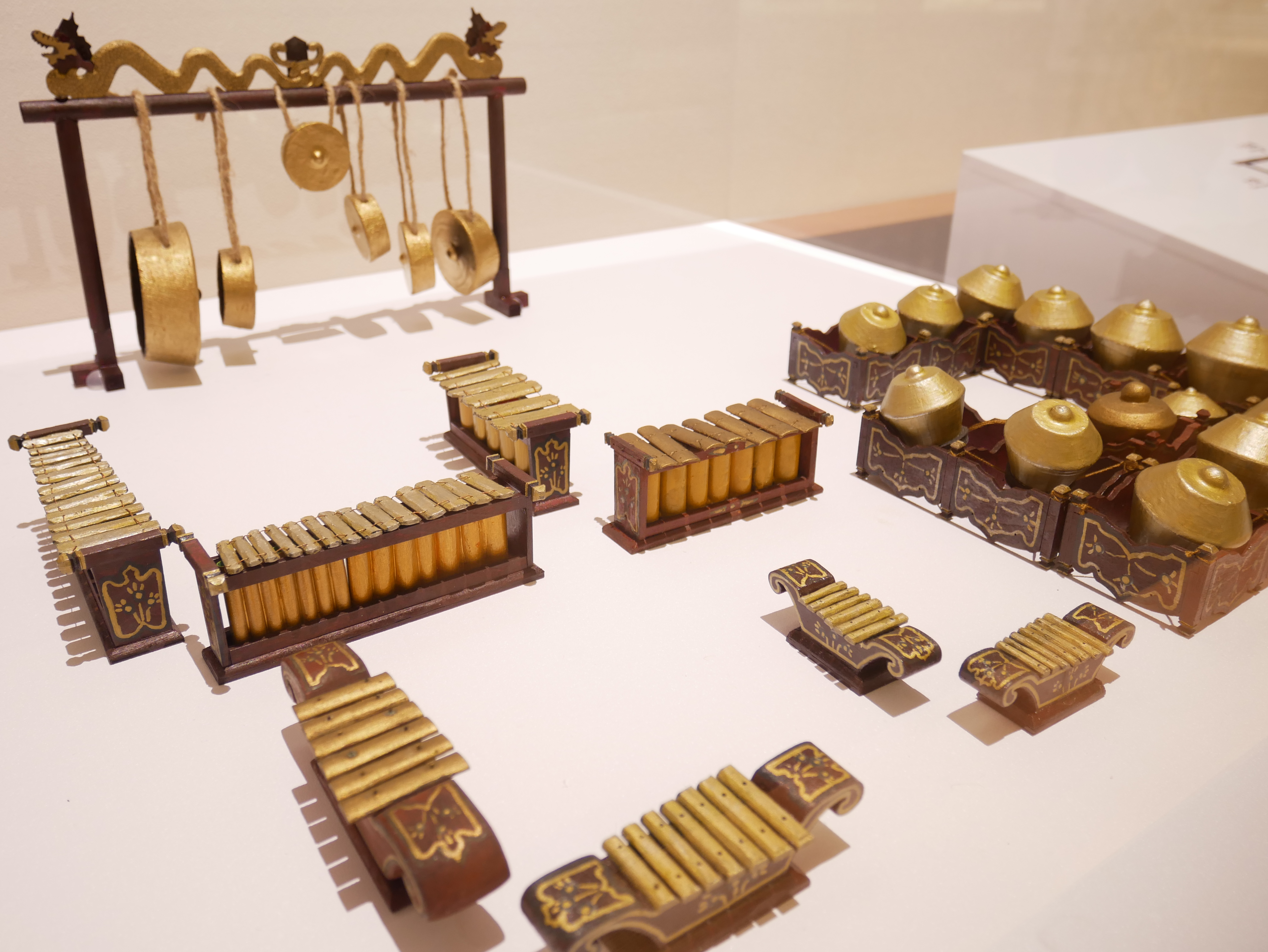
甘美蘭配置模型

傳統上甘美蘭音樂是口傳心授，但到了十九世紀日惹（Yogyakarta）和梭羅（Surakarta）出現了樂譜，但主要是為了紀錄和流傳，並不像西方樂譜是用來視譜演奏。日惹的樂譜看起來像棋盤，是直行書寫的；而梭羅的樂譜則是橫排。
以上兩種樂譜今天已很少人使用，被克柏提翰記譜法（Kepatihan notation）取代，以數字來代表音高，以附點來標記音區，橫線來標記時值，類似近代中國音樂所用的簡譜。通常樂譜上只記錄Balungan樂器的聲部，作為旋律的骨幹，其它樂手取依據骨幹音即興演奏，將本來一個音加上兩倍、四倍、八倍的音。通常樂師經過長時間練習，演奏時已經大概把樂曲背熟。在西方為了方便教學和民族音樂學的研究，有時會將所有樂器的聲部以五線譜默寫出來。

## 對西方音樂的影響
在1889年巴黎的世界博覽會中，一隊爪哇甘美蘭樂隊的演出吸引到法國作曲家德布西和薩蒂的注意，德布西後來在自己的作品應用到五聲音階、支聲複調的織體以及鑼的音色，其中最明顯受到影響的是他的鋼琴作品《版畫集》（Estampes）裏的樂章「涼亭」（Pagodes）。薩蒂在其鋼琴曲集Gnossienne裏不停重覆的樂段亦有像甘美蘭的效果。
到了二十世紀，更多的作曲家受到甘美蘭音樂影響，包括約翰·凱吉、奥利维埃·梅西安、科林·麥克菲（Colin McPhee）、斯蒂夫·莱奇、菲利普·格拉斯、利盖蒂·捷尔吉等等。在流行音樂方面，亦有民謠結他手John Fahey、搖滾樂隊Sonic Youth等等受到甘美蘭影響。結他手King Crimson嘗試把峇里的兩組音準的概念運用到兩支結他上製造拍頻效應。一些西方音樂家甚至創作樂曲給甘美蘭樂隊。甘美蘭這種充滿金屬和敲擊的音色也常常在電子音樂裏聽到。
日本1988年的動畫電影《阿基拉》裏亦以甘美蘭音樂來描寫科幻的主題。樂曲由作曲家及工程師大橋力（Tsutomu Oohashi）創作，由藝能山城組（Geinō Yamashirogumi）演奏。這齣電影讓甘美蘭音樂被更多人認識。

### 峇里甘美蘭
- Balinese Music（1991）by Michael Tenzer, ISBN 0-945971-30-3. Included is an excellent sampler CD of Balinese Music.
- Gamelan Gong Kebyar: The Art of Twentieth-Century Balinese Music（2000）by Michael Tenzer, ISBN 0-226-79281-1 and ISBN 0-226-79283-8.
- Music in Bali（1966）by Colin McPhee. New Haven, CT: Yale University Press.
- Music in Bali: Experiencing Music, Expressing Culture（2007）by Lisa Gold, Oxford University Press, New York, ISBN 0-195-14149-0（paper）

### 爪哇甘美蘭
- Gamelan: Cultural Interaction and Musical Development in Central Java（1995）by Sumarsam, ISBN 0-226-78010-4（cloth）0226780112 (paper)
- Music in Central Java: Experiencing Music, Expressing Culture（2007）by Benjamin Brinner, Oxford University Press, New York, ISBN 0-195-14737-5（paper）
- Music in Java: History Its Theory and Its Technique（1949）edited by Jaap Kunst, ISBN 90-247-1519-9. An appendix of this book includes some statistical data on intervals in scales used by gamelans.
- A Gamelan Manual: A Player's Guide to the Central Javanese Gamelan（2005）by Richard Pickvance, Jaman Mas Books, London, ISBN 0-9550295-0-3

## 外部連結
- Introduction to Gamelan Music （页面存档备份，存于） by Qehn, Javanese only.
- Javanese gamelan notation—prepared by Vi King Lim
- Javanese gamelan notation （页面存档备份，存于）—a huge collection maintained by Barry Drummond (in PDF format)
- Balinese and Javanese Gamelan （页面存档备份，存于）
- Hands-on simulation of several gamelan instruments